# Šumska kozja krv
Šumska kozja krv (šumska kozokrvina, lat. Lonicera periclymenum), mirisna, ljekovita, grmasta penjačica iz porodice Caprifoliaceae. raširena je po Europi, od Skandinavije do Sredozemlja, uključujući i Hrvatsku.
Postoje dvije podvrste.

## Podvrtste
- Lonicera periclymenum subsp. hispanica (Boiss. & Reuter) Nyman
- Lonicera periclymenum subsp. periclymenum